# المساوعة (الطفة)

تعديل مصدري - تعديل

المساوعة هي إحدى قرى عزلة الظفرين بمديرية الطفة التابعة لمحافظة البيضاء، بلغ تعداد سكانها 250 نسمة حسب تعداد اليمن لعام 2004.